# تغوط انسدادي
متلازمة التغوط الانسدادي (اختصارها أوه دي إس، وتوجد العديد من المرادفات) هي سبب رئيسي للإمساك الوظيفي (الإمساك الأولي)، والذي يعتبر أحد أنماطها. تتظاهر بصعوبة و/أو عدم اكتمال إفراغ المستقيم مع أو بدون انخفاض فعلي في عدد مرات التبرز (حركة الأمعاء) في الأسبوع. تشمل التعريفات الطبيعية للإمساك الوظيفي عدم انتظام حركات الأمعاء والبراز الصلب. في المقابل، قد تحدث متلازمة التغوط الانسدادي رغم حركات الأمعاء المتكررة وحتى مع البراز اللين، وقد يكون زمن العبور القولوني طبيعيًا (على عكس الإمساك العابر البطيء)، ولكنه قد يطول في المستقيم والقولون السيني.

## العلامات والأعراض
هناك مجموعة من الأعراض المحتملة
- الإجهاد[5] ومحاولة التبرز لفترات طويلة[6]
- عدم القدرة على إفراغ المستقيم بشكل طوعي[7]
- استخدام الحقن الشرجية و/أو الملينات أو الاعتماد عليها[2]
- الضغط باستخدام الأصابع لتحريض التبرز[5]
- الحاجة إلى اتخاذ وضعية «غير اعتيادية» للتبرز[8]
- الشعور برغبة متكررة بالتبرز، وتكرار حركات الأمعاء/ زيارات المرحاض،[9] إذ يمكن تمرير كريات البراز الصغيرة فقط[3]
- أعراض معاكسة، فقد يكون هناك انخفاض في تكرار حركات الأمعاء الأسبوعية [2]
- خلل في قوام البراز، الذي قد يكون مائيًا/رخوًا (الإسهال الشديد)، أو مجزًا[5] وشديد الصلابة[2] أو على شكل كرات
- الإحساس الفعلي أو الوهمي بالإفراغ غير الكامل،[10][5] حتى عندما يكون البراز لينًا[11]
- فشل محاولات التبرز
- ألم في أثناء التبرز
- زحير[5]
- الحاجة الملحة إلى التبرز[5][3]
- الشعور بوجود جسم أو «كتلة» في المهبل[11]
- ثقل الحوض[11]
- آلام وتقلصات في الحوض
- انتفاخ
- سلس البراز، والذي قد يحدث بعد التبرز[11][3]
- تبول لاإرادي (سلس البول)[11]
- ضعف الشهية والإحساس المبكر بالشبع عند تناول الطعام

قد يشير سلس البراز الغازي أو السائل أو الصلب أو المخاطي في وجود أعراض التغوط الانسدادي إلى تدلي المستقيم الخفي (أي الانغلاف المستقيمي) أو خلل في العضلة العاصرة الشرجية الداخلية/الخارجية أو متلازمة هبوط العجان.
يمكن استخدام الأصابع لتطبيق ضغط بهدف تحريض التبرز. يدرك معظم الأفراد أن الحاجة إلى اتباع هذه الطريقة هي عرض وليست علاجًا. لا ينصح الأطباء بها بشكل عام، لأنها قد تؤدي إلى مضاعفات، بالإضافة إلى أنها ليست فعالة للغاية، إذ تزيل البراز من الجزء السفلي من المستقيم فقط. هناك ثلاث طرق: مهبلية وعجانية ومستقيمية. تستخدم القفازات للنظافة. يمكن الضغط على المهبل باستخدام الأصابع بتطبيق ضغط على الجدار الخلفي للمهبل لسنده، أو لدفع جيب القيلة المستقيمية من داخل المهبل، ما يجعل فتحة الشرج مستقيمة ويسهل عملية التبرز. يمكن أيضًا تطبيق ضغط شبيه بحركة «الحلب» على جدار المهبل الخلفي. يمكن استخدام الأصابع لتطبيق ضغط على العجان (أو الأرداف)، الأمر الذي يحفز العضلات المستعرضة للعجان ما يسبب تقلص المستقيم الانعكاسي ويساعد على إفراغ البراز. يمكن أيضًا تطبيق ضغط على المستقيم، إذ يُدخل المريض إصبعه في فتحة الشرج لإخراج كرات البراز، أو للضغط على جدران الشرج و/أو المستقيم، أو لسند عيوب تشريحية سادّة مثل القيلة السينية. تشمل المضاعفات المحتملة لتحفيز المستقيم باستخدام الأصابع إصابة بطانة المستقيم، مثل التقرحات مع النزيف والانزعاج والتليف الشرجي الذي يسبب تضيق فتحة الشرج.

## التشخيص
يعد التشخيص أمرًا صعبًا للغاية بالنسبة للأطباء، لأن معظم المرضى سيشتكون ببساطة من «الإمساك». كما نوقش سابقًا، هناك العديد من الأسباب المحتملة لمتلازمة التغوط الانسدادي، والتي غالبًا ما تحدث معًا لدى المريض نفسه، وقد تحدث متلازمة التغوط الانسدادي بالمشاركة مع حالات أخرى مثل الإمساك العابر البطيء. على هذا النحو، الخطوة الأولى في التشخيص هي تحديد الأسباب العضوية لمتلازمة التغوط الانسدادي وتشخيص الإمساك العابر البطيء المحتمل. بالإضافة إلى ذلك، قد يشعر المرضى بالحرج الشديد من مناقشة مشاكلهم بالتفصيل، خاصةً فيما يتعلق بأعراض مثل الحاجة إلى تحريض التبرز باستخدام الأصابع.
السمتان الرئيسيتان للتغوط الانسدادي هما:
1. عدم القدرة على إخلاء محتويات الشرج بشكل طوعي.[7]
2. زمن العبور القولوني طبيعي، ولكنه طويل في المستقيم والقولون السيني.

### نظم التقييم
يوصى باستخدام نظم التقييم في متلازمة التغوط الانسدادي لتقييم شدة الأعراض، ولتمكين قياس نتائج العلاج، ولتمكين المقارنة بين طرائق العلاج المختلفة في البحث. يشمل مقياس رينزي لمتلازمة التغوط الانسدادي استبيانًا مكونًا من خمسة عناصر. تم التحقق من صحته لتشخيص وتصنيف متلازمة التغوط الانسدادي. تشمل هذه المعلمات:
1. إجهاد مفرط
2. إفراغ غير كامل لمحتوى المستقيم
3. استخدام الحقن الشرجية و/أو الملينات
4. استخدام الأصابع للتحريض المهبلي-الشرجي-العجاني (الحاجة إلى الضغط في الجدار الخلفي للمهبل أو على العجان للمساعدة في التبرز)
5. انزعاج/ألم بطني

يوجد نظام آخر للتقييم تم التحقق من صحته هو مقياس ألتومار لمتلازمة التغوط الانسدادي. يشمل 7 معلمات مسجلة بنقاط من 0 حتى 4:
1. متوسط الوقت الذي يقضيه المريض في المرحاض
2. عدد محاولات التبرز في اليوم
3. استخدام الأصابع لتحريض الشرج/المهبل
4. استخدام الملينات
5. استخدام الحقن الشرجية
6. التبرز غير الكامل/المجزأ
7. الإجهاد في أثناء التبرز
8. قوام البراز

## العلاج
يُقترح أن النهج متعدد التخصصات هو أفضل طريقة لعلاج متلازمة التغوط الانسدادي. مثلًا، يمكن الاعتماد على فريق مكون من طبيب نسائية أو طبيب أمراض بولية نسائية وطبيب أمراض الجهاز الهضمي وجراح القولون والمستقيم. الهدف العام من العلاج هو تحسين آلية التبرز وقوام البراز. يوفر ذلك تحسنًا ملحوظًا في نوعية الحياة لمعظم المرضى الذين يعانون من متلازمة التغوط الانسدادي.

### تحفظي (غير جراحي)
يذكر بعض الباحثين أن معالجة متلازمة التغوط الانسدادي هي معالجة تحفظية بشكل أساسي. استُخدمت العديد من هذه التدابير التحفظية (غير الجراحية/الطبية) لعلاج متلازمة التغوط الانسدادي:
- الارتجاع البيولوجي،[5] يُسمى أيضًا إعادة تأهيل قاع الحوض[1]
- التدابير الغذائية،[1] وخاصةً النظام الغذائي الغني بالألياف [5][8]
- الملينات الصلبة[5]
- ري المستقيم[5]
- التحفيز الكهربائي عبر الشرج[5]
- اليوغا[5]
- العلاج النفسي [5][1]
- وضع كرسي أو صندوق تحت القدمين لرفع الساقين لمحاكاة وضعية القرفصاء.

#### جراحي
يمكن تصنيف الإجراءات الجراحية ضمن ثلاث مجموعات: عبر المهبل وعبر البطن وعبر الشرج؛ أو ضمن إجراءات يدوية أو إجراءات تدبيس. لم يُعرف أي من هذه الإجراءات الجراحية هي الأفضل، ولكل منها مزايا وعيوب. لا توجد معايير اختيار مقبولة على نطاق واسع لهذه الإجراءات الجراحية.